# Museo Sugbo
El Museo Sugbo (en español: Museo de Cebú) es el museo provincial de Cebú ubicado en la ciudad de Cebú, en el país asiático de Filipinas. El Museo Provincial, se encuentra en lo que fue el centro de detención y rehabilitación de en la avenida MJ Cuenco, en el antiguo barrio de la época española de Cebu llamado Tejero. Se encuentra a unas cuatro cuadras al norte de la Plaza Independencia.
Está ubicado en lo que se llamó una vez Cárcel de Cebú, la prisión provincial de Cebú. Diseñado en 1869 por Domingo de Escondrillas, el único arquitecto en Cebu en ese momento, la Cárcel de Cebú fue propuesta originalmente como la Cárcel del Distrito, la principal cárcel del Distrito Visayas.
En 2004 fue declarado un Museo, después de varios cambios de nombre.